# Жемепатис
Жемепатис (лит. Žemėpatis — «господин земли») или Жемининкас (Žemininkas) — древний литовский дух, ведавший домом, хозяйством. Первоначально был связан с полями и нивами, землёй. Имя восходит к литовскому слову «žemė» — «земля».
Его истукан ежегодно разбивался и воспроизводился. Жемепатису жертвовали плоды, рыб и зверей. В честь Жемепатиса содержались и вскармливались молоком ужи.
Его сестрой-близнецом считается Жемина (лит. Žemyna), которая руководит полями, а Жемепатис — садами. Близкой к Жемепатису стоит дух дома Земниекс (латыш. Zemnieks — «крестьянин») и богиня земли Земес-мате (латыш. Zemes māte — «земля-мать»).